# Broût-Vernet

Broût-Vernet este o comună în departamentul Allier din centrul Franței. În 1 ianuarie 2022 avea o populație de 1.209 de locuitori.